# Douglas Graham, 5.º Duque de Montrose
Douglas Beresford Malise Ronald Graham, 5.º Duque de Montrose (7 de novembro de 1852 - 10 de dezembro de 1925), foi Lorde Douglas Graham até 1872 e Marquês de Graham até 1874, um nobre escocês, soldado e proprietário de terras.

## Infância e educação
Nascido em St. George Hanover Square em 1852, era o terceiro filho, mas o mais velho sobrevivente, de James Graham, 4.º Duque de Montrose e da sua mulher, Caroline Agnes Horsley Beresford, filha de John Beresford, 2.º Barão de Decies. Tinha dois irmãos mais velhos, ambos de nome James, pelo que não se esperava que lhes sucedesse, mas ambos morreram prematuramente. Foi educado no Eton College e sucedeu ao seu pai como Duque de Montrose, na nobreza da Escócia, em 1874.

## Carreira
Montrose juntou-se à Coldstream Guards em 1872, foi transferido para o 5.º Royal Irish Lancers em 1874 e retirou-se do serviço ativo em 1878. De outubro de 1881 a janeiro de 1903, foi Coronel comandante do 3.º Batalhão (Milícia) dos Argyll e Sutherland Highlanders, estacionado em Stirling.
Serviu na Segunda Guerra dos Bóeres (medalha e dois punhos). Montrose voltou a participar no serviço ativo lutando com os Argyll e Sutherland Highlanders na Primeira Guerra Mundial. Mais tarde, serviu como Capitão-Geral da Companhia Real de Arqueiros, a Guarda-costas do Rei da Escócia.
Montrose foi ajudante de campo da Rainha Vitória, do Rei Eduardo VII e do Rei Jorge V, sucessivamente. Foi Lorde Tenente de Stirlingshire de 1885 a 1925, Xerife Hereditário de Dumbartonshire (atualmente Dunbartonshire), Lorde Escrivão do Registo Civil de 1890 até à sua morte e Lorde Alto Comissário da Assembleia Geral da Igreja da Escócia em 1916-1917. Em janeiro de 1900 aceitou a Presidência da Delegação da Escócia da Liga do Império Britânico.
Montrose foi nomeado Cavaleiro da Ordem do Cardo em 1879 e foi Chanceler da Ordem a partir de 1917.

## Casamento e descendência
Em 1876, Montrose casou com Violet Hermione Graham, filha de Sir Frederick Graham, 3.º Baronete e da sua esposa Jane St Maur, filha de Edward St Maur, 12.º Duque de Somerset. Tiveram cinco filhos:
- O Comodoro James Graham, 6.º Duque de Montrose (1878-1954), que casou com Mary Douglas-Hamilton e teve descendência, incluindo o 7.º Duque de Montrose;
- Helen Violet Graham (1879-1945), dama de companhia da Rainha Isabel; morreu sem descendência;
- Hermione Emily Graham (1882-1978), que casou com Sir Donald Walter Cameron de Lochiel, 25.º Chefe do Clã Cameron, e teve descendência, incluindo Sir Donald Hamish Cameron de Lochiel;
- Douglas Malise Graham (nascido em 1883), que casou com Rachael Mary Holland;
- Capitão Lord Alastair Mungo Graham (nascido em 1886), que casou com Meriel Olivia Bathurst.

Montrose morreu em dezembro de 1925 num lar de idosos em 6 Park Gardens, no Park District de Glasgow. Foi sepultado no Castelo de Buchanan e passou o título ao seu filho, o 6.º Duque de Montrose.
Possuía 103.000 acres, dos quais 68.000 acres em Stirlingshire e 32.000 acres em Perthshire.